# 현대건설 야구단
현대건설 야구단은 1994년부터 1999년까지 존재했던 실업 야구단이다. 1994년에는 현대 피닉스라는 명칭을 사용했으나, 태평양 돌핀스를 인수한 1995년부터 구단명을 현대건설 야구단으로 변경했다. 1995년부터 리그에 참여했기 때문에 사실상 현대 피닉스라는 이름으로 경기를 뛴 적은 없으며, 1995년과 1996년 실업 야구 리그 우승을 달성했다.
한편, 박재홍이 옛 지명팀 해태의 계약금에 불만을 품어 해당 팀과 계약했으며   그 이후 해태가 지니고 있던 본인(박재홍)의 1차지명권을 현대 유니콘스에 넘겨주면서 현대 유니콘스에 입단했으며 이 과정에서 최상덕이 박재홍 보상선수 형식으로 해태 유니폼을 입었고   이 때문에  전국체전 당시 야구 일반부 서울 대표로 참가했지만 뒷날 해태 연고지인 광주 대표로 참여했다.

## 주요 선수
- 문동환
- 강혁 (1997~1998)
- 문희성
- 안희봉
- 김낙관
- 김동호
- 염규빈
- 조용범
- 배종훈
- 조태상
- 김재걸 (1994~1995)
- 최창수
- 윤현필
- 강필선
- 장재명
- 조경환
- 박은준
- 윤제성
- 박재홍 (1996)
- 임선동 (1996)

## 같이 보기
- 1995년 현대건설 야구단 시즌